# ركوة

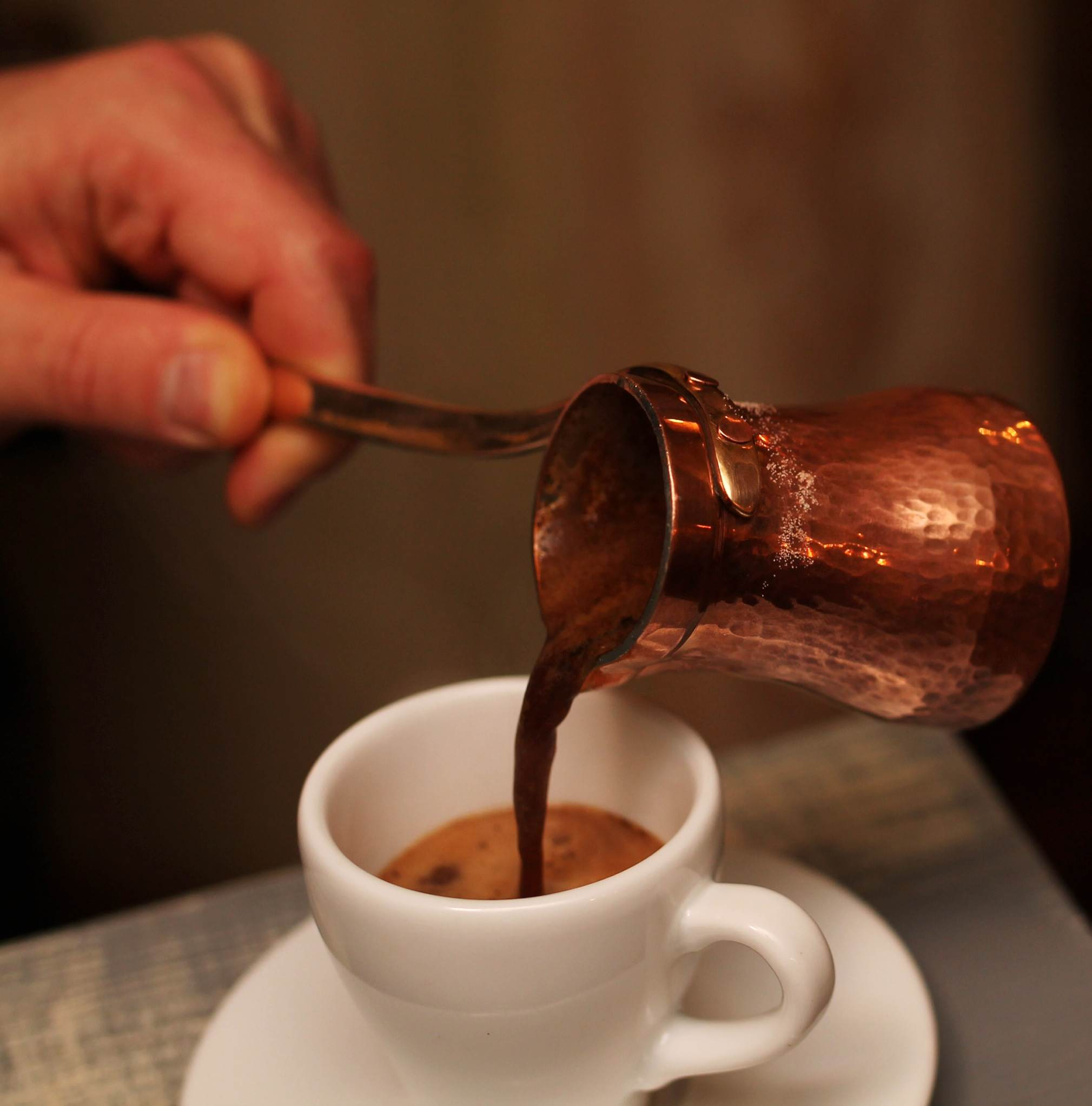
قهوة تركية تصب من ركوة.

الرَّكْوَة (الجمع: رَكْوَات) ه إناء أسطواني من المعدن أو الخزف، قعره مستوٍ وأصباره مرتفعة وله عروة يمسك بها، يُطبخ فيها البُن وهو حبّ القهوة المقلي المطحون، وله صِباب (موضع الصبّ)، يسمى في الدَّوْل الفِراغ.

## التسمية في اللهجات العربية
تختلف تسمية الركوة في اللهجات العربية من منطقة إلى أخرى، وبعض الأسماء في اللهجات العربية تأتي من تسمية عربية الأصل، وأخرى دخيلة من لغة أخرى. ومن أسمائها الدلة وهي أحد أباريق القهوة والبَكْرَج والكَنكة. وتسمّى عند أهل الجزائر بالجُزْوَة.